# Dünsen
Dünsen er en kommune med godt 1.150 indbyggere (2013), beliggende i Samtgemeinde Harpstedt, i den sydøstlige del af Landkreis Oldenburg, i den tyske delstat Niedersachsen.

## Geografi
Dünsen ligger 3 kilometer nordøst for samtgemeindens administrationsby Harpstedt. Dünsener Bach løber gennem kommunen. Veteranbanen Jan Harpstedt går gennem kommunen, og har stoppested i Dünsen.